# シャスタ・デイジー
シャスタ・デイジー（Shasta daisy、学名：Leucanthemum x superbum）は、キク科フランスギク属の園芸植物である。

## 概要
シクラメンの改良などで知られるアメリカの著名な育種家ルーサー・バーバンクが1901年に発表した観賞用植物。交配親はマキシマム C. maximum や、英語名をオックスアイ・デイジー (Ox-eye daisy) ともいうフランスギク C. vulgare で、その後さらに日本のハマギク Nipponanthemum nipponicum = C. nipponicum などとも交配がされ、改良が続けられた。名称は、アメリカ・カリフォルニア州にあるシャスタ山にちなんだものである。

## 性状
耐寒性の常緑多年草で、根生葉はへら型、枝につく葉は互生して長円形で、表面は深緑色で光沢がある。草丈は1m位になる高性種が基本であるが、30cmくらいの矮性種もある。花は5月から6月にかけて開花し、直径5〜8cmくらいの頭状花で、管状花は黄色または黄褐色、舌状花は白で、コントラストが美しい。

## 利用法
家庭の花壇や切り花用に用いられる。

## 栽培
普通は9月ころに種まきして育てる。苗床を造り筋蒔きにし、タネが隠れる程度に覆土する。一度間引きをし、十分な大きさになったら、20cm程度の株間に植え付ける。冬でも半日程度日が当たる、排水の良いところに定植する。